# Alisa Bosconovitch
Alisa Bosconovitch (アリサ・ボスコノビッチ, Arisa Bosukonobicchi, nome em russo: Алиса Босконович) aparece em "Tekken 6: Bloodline Rebellion" juntamente com Lars Alexandersson. Ela é uma ciborgue, que pode ter sido criada pelo corpo da filha do Dr. B. Ela foi criada para destruir e tomar vingança de todos os inimigos do pai e parte de sua programação é procurar por seu pai. Alisa é capaz de germinar asa-jatos e motosserras em seus braços.

## História

### Tekken 6
Profundamente dentro de uma floresta exuberante e próspera encontra-se um centro de pesquisa fortemente defendida. Esta instalação foi um instituto de pesquisa o nome de seu diretor, Bosconovitch; foi muito importante, pois foi aqui que os equipamentos da Mishima Financial Group mais sensíveis militar foi desenvolvido. Localizado no centro de pesquisa era uma sala que manteve o seu bem mais precioso: uma cápsula transparente, em que uma jovem dormia profundamente. Seu nome: Alisa Bosconovitch. Ela foi criada pelo Dr. B e como design para ser servida a Jin Kazama.

### Tekken: Blood Vengeance
Alisa Bosconovitch aparece no filme 2011 CGI Tekken: Blood Vengeance como uma estudante na Escola Internacional de Quioto e se torna amiga de Ling Xiaoyu, mas esconde o fato de que ela é um robô.[carece de fontes?] Ela age sob as ordens do Jin para encontrar Shin Kamiya, juntamente com Ling Xiaoyu sob as ordens forçadas de Anna Williams. Depois Xiaoyu a salva de um ataque de emboscada de Anna, ela se junta com Xiaoyu e Panda para encontrar a verdade sobre os experimentos das células M feitas em Shin Kamiya. É também revelado que ela tem sentimentos por Shin e está começando a desenvolver um senso de humanidade em que ela muitas vezes hesita, mesmo sob seus comandos protocolo normal e sua paixão com a sua amizade com Xiaoyu. Durante a batalha final entre Kazuya Mishima e Devil Jin, Alisa severamente danificada sacrifica-se por distração de Kazuya com uma explosão permitindo Jin para derrotá-lo. No final, Jin inverte seu modo de espera e créditos finais mostram seu totalmente restaurado, a discutir como ela e Xiaoyu devem entrar no torneio Tekken.